# 13761 Dorristaylor
A 13761 Dorristaylor (ideiglenes jelöléssel 1998 SA130) a Naprendszer kisbolygóövében található aszteroida. A LINEAR projekt keretében fedezték fel 1998. szeptember 26-án.